# Tabetha S. Boyajian
Tabetha Suzanne Boyajian (1980) è un'astronoma statunitense, conosciuta per aver dato il nome alla Stella di Tabby.
È stata post-dottoranda 2012–16 a Università di Yale, lavorando con Debra Fischer. Boyajian è attiva nei campi astronomici dell'interferometria astronomica, spettroscopia stellare, ricerca di esopianeti e astronomia ad alta risoluzione angolare, in particolare alle lunghezze d'onda  ottiche e infrarosse. È stata l'autrice principale dell'articolo del settembre 2015 Where's the Flux?, che ha indagato sull'insolita curva di luce di KIC 8462852; the stella è colloquialmente nota come Stella di Tabby in suo onore.

## Biografia
Boyajian ha conseguito un Bachelor of Science in fisica con approfondimento in astronomia presso il College of Charleston nel 2003, un Master of Science in fisica presso la Georgia State University nel 2005 e un dottorato in Filosofia dell'Astronomia presso la stessa università nel 2009. Ha studiato le dimensioni di stelle vicine simili al Sole, utilizzando il CHARA Array dell'Università, un interferometro con un'ottica a base lunga e a infrarossi situato presso l'Osservatorio di Monte Wilson. A Boyajian le fu assegnato un Hubble Fellowship e rimase alla Georgia State University per studiare le dimensioni di stelle vicine molto più piccole del Sole e stelle con pianeti. L'astronoma Sarah Ballard lo ha descritto come un lavoro" davvero notevole " e ha usato quello che lei chiama questo" prezioso campione " di dati su piccole stelle vicine per il metodo "caratterizzazione per procura" per aiutare a indagare l'esopianeta molto più distante Kepler-61 b. 
Cowya boyajian ha scritto Extrasolar Planets and Their Host Stars nel 2017 con Kaspar von Braun.

## La stella di Tabby
Il 14 ottobre 2015 è stata registrata dal telescopio spaziale Kepler una strana variazione della curva della luce proveniente dalla stella KIC 8462852, soprannominata "Stella di Tabby" in suo onore. Si è ipotizzato che poteva essere stata scoperta una sfera di Dyson.
Nel febbraio 2016, Boyajian ha tenuto un discorso al TED in cui ha spiegato perché lei e altri pensavano di aver forse scoperto una massiccia struttura aliena e le speculazioni sulle sfere di Dyson:
"Affermazioni straordinarie richiedono prove straordinarie, ed è mio compito, mia responsabilità, come astronoma, ricordare alle persone che le ipotesi aliene dovrebbero essere sempre l'ultima risorsa."
Volendo capire lo strano schema di luce, Boyajian mise alla prova diverse ipotesi. Il primo pensiero di tutti fu un esopianeta rilevato attorno a questa stella massiccia, ma i cali di luce durarono da 5 a 80 giorni e furono erroneamente distanziati, escludendo qualsiasi tipo di orbita per un oggetto celeste.
Fu proposto che l'oscuramento derivasse da un disco di detriti, ma la stella non mostrava segni di essere giovane, quindi quell'ipotesi risultava altamente improbabile. Infine, fu ipotizzato uno sciame di comete. Tuttavia, come sottolineato da Boyajian nella sua conferenza TED, nonostante questa fosse la più probabile tra tutte le ipotesi risultava ancora altamente improbabile.
"Ci vorranno centinaia di comete per riprodurre ciò che stiamo osservando. E queste sono solo le comete che capitano tra noi e la stella. E così, in realtà, stiamo parlando da migliaia a decine di migliaia di comete."
Quindi, dopo che tutte le spiegazioni naturali sono diventate deboli, il suo team ha deciso di inviare le loro ricerche al SETI per escludere gli alieni. Dopo aver esaminato la ricerca, SETI Institute era così incuriosito che decisero di studiare la stella da soli e puntarono il loro Allen Telescope Array (ATA) sulla stella "con la speranza di catturare un segnale rivelatore che potesse rivelare una civiltà tecnologica."
Il SETI Institute ha menzionato ciò che ha attirato la loro attenzione e li ha portati a intraprendere la ricerca da soli: "Ancora più interessante, il tempismo dell'attuale tuffo (alla luce) suggerisce che qualunque sia questo materiale, è situato alla giusta distanza dalla stella per essere nella "zona abitabile", dove crediamo che la vita come la nostra possa svilupparsi come ha fatto sulla Terra".
Essendo scettica come Boyajian, adottò l'approccio del SETI e si permise di divertirsi un po' nell'ipotizzare quale potesse essere stato il modello di luce. Nel suo discorso al Ted ha scherzato: " Un'altra idea che è una delle mie preferite è che abbiamo appena assistito a una battaglia spaziale interplanetaria e alla catastrofica distruzione di un pianeta. Ora, ammetto che questo produrrebbe molta polvere che noi non osserviamo. Ma se stiamo già invocando gli alieni in questa spiegazione, allora chi può dire che non hanno ripulito efficacemente tutto questo casino per scopi di riciclaggio?"
La ricerca di risposte a KIC 8462852 è ancora in corso.

## Opere
- Kaspar von Braun e Tabetha Boyajian, Extrasolar Planets and Their Host Stars, Springer Briefs in Astronomy, Cham, Switzerland, Springer, 2017, ISBN 978-3-319-61196-9.